# Anello di Silvianus

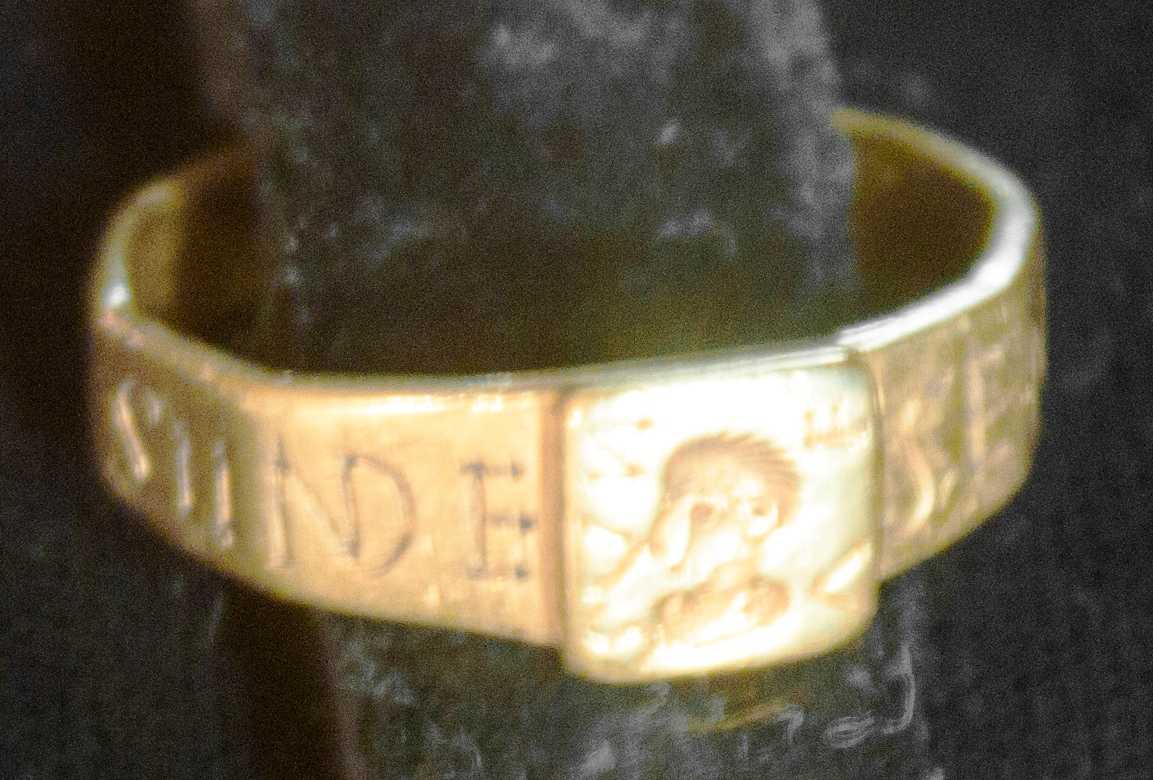
L'anello di Silvianus

L'anello di Silvianus, conosciuto anche come anello di Vyne, è un anello d'oro databile al IV secolo, ritrovato in un campo arato nei pressi dell'antica città romana di Calleva Atrebatum (moderna Silchester, Hampshire), in Inghilterra, nel 1785. Originariamente di proprietà di un romano britannico chiamato Silvianus, sembra che l'anello sia stato poi rubato da una persona chiamata Senicianus, su cui Silvianus invocò una maledizione.
Dopo la sua scoperta nel diciottesimo secolo, l'anello divenne di proprietà della famiglia Chute, la cui casa di campagna, sempre situata nell'Hampshire, era la tenuta chiamata The Vyne, oggi di proprietà del National Trust for Places of Historic Interest or Natural Beauty, dove l'anello è stato anche esposto a partire dal 2013.
Nel 1929, durante lavori di scavo nel sito di un tempio romano dedicato al dio Nodens a Lydney Park, l'archeologo Mortimer Wheeler scoprì dettagli inerenti alla sopraccitata maledizione. Poiché Wheeler si consultò con J. R. R. Tolkien circa il nome del dio invocato nella maledizione, sia l'anello sia la maledizione stessa potrebbero aver ispirato a Tolkien l'idea dell'Unico Anello, oggetto centrale dei romanzi Lo Hobbit e Il Signore degli Anelli.

## Descrizione
L'anello di Silvianus è un anello piuttosto largo avente un diametro di 25 mm e un peso di 12 g, probabilmente pensato per essere indossato sopra un guanto e avente una forma non propriamente circolare, bensì decagonale, ossia con dieci facce. Sull'anello è inoltre presente una smussatura quadrata si cui è incisa un'immagine della dea Venere, ai lati della quale sono state incise le lettere "VE" e "NVS", in scrittura capovolta. In questo modo, quando l'anello è utilizzato come sigillo, le lettere e l'immagine appaiono in bassorilievo e scritte nel senso giusto.
Sulla cintura dell'anello è incisa la frase "SENICIANE VIVAS IIN DE", che riporta erroneamente una doppia "I" non lasciando spazio alla "O" terminale. L'iscrizione, che sembra essere stata incisa posteriormente al ritratto di Venere, avrebbe infatti dovuto finire con la frase "VIVAS IN DEO" — una comune iscrizione romana cristiana che in latino significa "viva in Dio".

## Storia

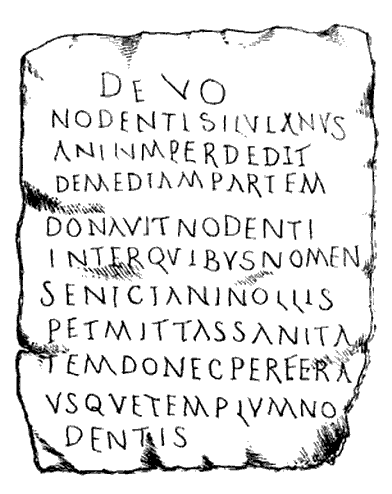
Un disegno della lamina di piombo recante la maledizione

L'anello di Silvianus è stato scoperto nel 1785 nel campo di una fattoria vicino a Silchester, una città di origine romana, sito di molte scoperte archeologiche. Non si sa con certezza come l'anello sia finito nella tenuta The Vyne della famiglia Chute, ma si presume che il contadino che lo ha trovato debba averlo venduto alla suddetta famiglia, nota per avere un certo interesse nei reperti storici e nelle antichità. Quello che si sa è che nel 1888 Chaloner Chute, proprietario della tenuta, scrisse dell'anello in una storia della casa da lui redatta.
All'inizio del diciannovesimo secolo, nel sito di un tempio romano dedicato al dio Nodens, vicino a Lydney, nel Gloucestershire, a circa 130 km da The Vyne, fu scoperta una defixio, ossia una lamina di piombo incisa a graffio, databile anch'essa attorno al quarto secolo e recante una maledizione inerente ad un anello, che recita:
(Iscrizione sulla lamina di piombo)
Nel 1929, durante una campagna di scavo presso il sito di Lydney da lui condotta, l'archeologo Sir Mortimer Wheeler dedusse il collegamento tra l'anello recante il nome di Senicianus e la defixio con inciso lo stesso nome. Wheeler interpellò allora Tolkien, al tempo professore di filologia anglosassone presso l'Università di Oxford, per indagare sull'etimologia del nome del dio "Nodens", citato nella maledizione.
L'anello di Silvianus è rimasto a lungo semisconosciuto, custodito nella biblioteca di The Vyne; solo nel 2013 è stato per la prima volta esposto in una teca, in un'esibizione a lui dedicata, con a fianco una riproduzione della defixio a esso relativa.

## Correlazione con Tolkien
È stato ipotizzato che Wheeler, nella sua discussione con Tolkien circa il nome di Nodens presente sulla lamina di piombo, abbia anche fatto menzione dell'anello di The Vyne, con cui aveva una certa familiarità. Proprio da questo anello, Tolkien potrebbe aver tratto lo spunto per l'ideazione dell'Unico Anello, che nel Legendarium di Tolkien era stato forgiato da Sauron per schiavizzare gli abitanti della Terra di Mezzo. Tra l'altro, l'anello e la maledizione a esso associata non sarebbero gli unici elementi dell'area archeologica di Lydney ad aver dato lo spunto a Tolkien per i suoi romanzi più famosi. Lo scrittore, infatti, potrebbe aver tratto ispirazione anche da un forte presente nell'area e risalente all'età del ferro, conosciuto come Dwarf's Hill, ossia "la collina del nano".
Nell'allestimento della "Ring Room" alla tenuta di The Vyne, è stata coinvolta anche la The Tolkien Society e così ora, nella stanza dove è esposto l'anello sono presenti, oltre a una teca girevole contenente il gioiello, anche una prima edizione de Lo Hobbit e una copia della già citata defixio, il tutto circondato da immagini di paesaggi rappresentanti la Terra di Mezzo.